# Jesus Urteaga
Jesús Urteaga Loidi (ur. 7 grudnia 1921 w San Sebastián), zm. 30 sierpnia 2009 w Madrycie) – kapłan katolicki, założyciel pisma Mundo Cristiano, autor wielu książek.

## Życiorys
Rodzicami Jesusa Urteagi byli José Luisa Urteaga Iyurroiz oraz Baldomera Loidi Puy. W wieku 17 lat założył grupę Akcji Katolickiej w Guipúzcoa, której przewodniczył. Studiował prawo na Uniwersytetach w Valladolid, Walencji i Madrycie. Obronił doktorat z prawa na Uniwersytecie w Madrycie 30 kwietnia 1952. W 1957 uzyskał doktorat na Uniwersytecie Laterańskim.
Poznał św. Josemaríę Escrivá i poprosił o przyjęcie do Opus Dei 12 sierpnia 1940. Został wyświęcony na księdza 25 kwietnia 1948, a w 1951 przeniósł się do Bilbao jako kapelan szkoły Gaztelueta. W 1963 założył pismo Mundo Cristiano, razem z Javierem Ayestą. Występował w wielu programach telewizyjnych w latach 60. i 70. Jego optymistyczny i nadprzyrodzony styl kontrastował z klerykalizmem tamtej epoki.
W 1960 zaczął prowadzić program "Dzień Pański". Rok później zaczął prowadzić program "Tylko dla osób poniżej 16 roku życia", który utrzymywał się w ramówce do 1966. W latach 1966–70 prowadził program "Rozmawia z Tobą Jesús Urteaga". W 1965 otrzymał nagrodę Premio Nacional od hiszpańskiej telewizji.

## Książki autorstwa Jesusa Urteagi
- 24 preguntas sobre el Opus Dei, Madryt, 1971.
- ¡Ahora comienzo, Madryt, Palabra, 1986.
- Cartas a los hombres, Madryt, Rialp, 1975.
- Los defectos de los santos, Madryt, Rialp, 1978.
- Dios y familia, Madryt, Palabra, 1992.
- Dios y los hijos, Madryt, Rialp, 1976.
- La educación sexual, Madryt, Palabra, 1984.
- Josemaría Escrivá de Balaguer: itinerario de la causa de canonización, Madryt, Palabra, 1992.
- Sí, Madryt, Palabra, 2003.
- Siempre alegres: para hacer felices a los demás, Madryt, Rialp, 1967.
- El valor divino de lo humano, Madryt, Rialp, 1948. (pol. wydanie: Chrześcijanie do boju, 1994[2])